# Купра Маритима
Ку̀пра Марѝтима (на италиански: Cupra Marittima, на местен диалект Cōprë, Копръ, до 1863 г. ааа, Марано) е морско курортно градче и община в Централна Италия, провинция Асколи Пичено, регион Марке. Разположено е на брега на Адриатическо море. Населението на общината е 5389 души (към 2011 г.).